# Catalunya – Equador (28-12-2003)
La selecció catalana de futbol disputà un partit amistós contra la selecció de l'Equador el 28 de desembre del 2003 al Camp Nou de Barcelona, davant de 67.100 espectadors, que acabà amb victòria de Catalunya per 4-2.

## Fitxa tècnica
| Catalunya                                                   | 4 - 2                      | Equador                                    |
| ----------------------------------------------------------- | -------------------------- | ------------------------------------------ |
| Sergio García 9' 17' · Xavi Hernández 26' · Luis García 76' | Mundo Deportivo L'Esportiu | 41' Ebelio Ordóñez · 87' Giovanny Espinoza |

| Catalunya | Equador |

| CATALUNYA:     |  |                   |     |  |  |  |
|                |  |                   |     |  |  |  |
| PO             |  | Víctor Valdés     |     |  |  |  |
| PO             |  | Toni Jiménez      |     |  |  |  |
| DF             |  | Curro Torres      | 43' |  |  |  |
| DF             |  | Alberto Lopo      |     |  |  |  |
| DF             |  | Quique Álvarez    |     |  |  |  |
| DF             |  | Sergi Barjuan (c) |     |  |  |  |
| DF             |  | Joan Capdevila    |     |  |  |  |
| DF             |  | Aarón Bueno       |     |  |  |  |
| DF             |  | Raül Capó         |     |  |  |  |
| DF             |  | David Coromina    |     |  |  |  |
| CC             |  | Xavi Hernández    |     |  |  |  |
| CC             |  | Sergio González   |     |  |  |  |
| CC             |  | Roger Garcia      | 45' |  |  |  |
| CC             |  | Pep Guardiola     |     |  |  |  |
| CC             |  | Albert Celades    |     |  |  |  |
| DV             |  | Sergio García     |     |  |  |  |
| DV             |  | Jordi Cruyff      |     |  |  |  |
| DV             |  | Albert Luque      |     |  |  |  |
| DV             |  | Luis García       |     |  |  |  |
| DV             |  | Piti Medina       |     |  |  |  |
| Seleccionador: |  |                   |     |  |  |  |
| Pitxi Alonso   |  |                   |     |  |  |  |

| EQUADOR:           |  |                   |     |  |
|                    |  |                   |     |  |
| PO                 |  | José Cevallos     |     |  |
| PO                 |  | Jacinto Espinoza  |     |  |
| DF                 |  | Giovanny Espinoza |     |  |
| DF                 |  | Iván Hurtado      | (c) |  |
| DF                 |  | Kléber Corozo     | 43' |  |
| DF                 |  | Néicer Reasco     |     |  |
| DF                 |  | Paúl Ambrosi      |     |  |
| CC                 |  | Luis Gómez        |     |  |
| CC                 |  | Marlon Ayoví      |     |  |
| CC                 |  | Edwin Tenorio     |     |  |
| CC                 |  | Édison Méndez     |     |  |
| CC                 |  | Cléber Chalá      |     |  |
| DV                 |  | Ebelio Ordóñez    |     |  |
| DV                 |  | Ángel Fernández   |     |  |
| DV                 |  | Franklin Salas    |     |  |
| Seleccionador:     |  |                   |     |  |
| Hernán Darío Gómez |  |                   |     |  |